# Tysaagtelek
Tysaagtelek, česky také Agovo nebo Ágtelek, ukrajinsky Тисаагтелек, dříve také Тисянка nebo Тисаактелек. maďarsky Tiszaágtelek, je obec ve velykodobroňské územní komunitě, v okrese Užhorod, v Zakarpatské oblasti na Ukrajině. V roce 2001 zde žilo 684 obyvatel, z toho 98,39% obyvatel bylo maďarské národnosti.

## Historie
Do uzavření Trianonské smlouvy byla obec součástí Uherska, poté byla součástí Československa, nejdříve jako Tysaagtelek, později jako Agovo nebo Ágtelek. V roce 1921 zde stálo 117 domů a žilo 659 obyvatel, z toho 639 obyvatel bylo maďarské národnosti. V důsledku první vídeňské arbitráže byla obec v letech 1938 až 1945 součástí Maďarského království. Od roku 1945 byla obec součástí Ukrajinské sovětské socialistické republiky, která byla součástí SSSR. Od roku 1991 je součástí nezávislé Ukrajiny.